# Elatostema agusanense
Elatostema agusanense är en nässelväxtart som beskrevs av Adolph Daniel Edward Elmer. Elatostema agusanense ingår i släktet Elatostema och familjen nässelväxter. Inga underarter finns listade i Catalogue of Life.